# Pimus leucus
Pimus leucus là một loài nhện trong họ Amaurobiidae.
Loài này thuộc chi Pimus. Pimus leucus được Ralph Vary Chamberlin miêu tả năm 1947.